# Sonerila pilosula
Sonerila pilosula är en tvåhjärtbladig växtart som beskrevs av George Henry Kendrick Thwaites. Sonerila pilosula ingår i släktet Sonerila och familjen Melastomataceae. Inga underarter finns listade i Catalogue of Life.